# ناثان ويندر
ناثان ويندر (بالإنجليزية: Nathan Winder)‏ هو لاعب كرة قدم بريطاني، ولد في 17 فبراير 1983 في بارنسلي في المملكة المتحدة. لعب مع نادي تشيسترفيلد ونادي هاليفاكس تاون.

## وصلات خارجية
- ناثان ويندر على موقع Soccerbase.com (لاعب) (الإنجليزية)